# نيمانيا ميليتيتش
نيمانيا ميليتيتش (بالإنجليزية: Nemanja Miletić)‏ (16 يناير 1991 يوغوسلافيا - ) هو لاعب كرة قدم صربي يلعب كمدافع لعب سابقاً في نادي الرائد السعودي.

## روابط خارجية
- نيمانيا ميليتيتش على موقع الاتحاد الأوربي (الإنجليزية)
- نيمانيا ميليتيتش على موقع قاعدة بيانات كرة القدم.إي يو (الإنجليزية)
- نيمانيا ميليتيتش على موقع ناشيونال فوتبول تيمز (الإنجليزية)
- نيمانيا ميليتيتش على موقع Soccerbase.com (لاعب) (الإنجليزية)
- نيمانيا ميليتيتش على موقع Soccerway.com (الإنجليزية)
- نيمانيا ميليتيتش على موقع عالم كرة القدم.نت (الإنجليزية)